# Pimelodus fur
Pimelodus fur is een straalvinnige vissensoort uit de familie van de Pimelodidae. De wetenschappelijke naam van de soort werd als Pseudorhamdia fur in 1874 gepubliceerd door Christian Frederik Lütken.